# 一宮宗是
一宮宗是（—1560年6月12日）是日本戰國時代的武將。今川氏家臣。兒子有一宮元實（持舟城城主）。

## 略歷
生年不詳。天文23年（1554年），因為甲相駿三國同盟，與甲斐國的武田氏結成同盟的今川氏，在武田信玄侵攻信濃國時，以援軍身份被派遣至信濃。
永祿3年（1560年）5月19日，在桶狹間之戰中戰死。